# Good So
Good So – trzeci album studyjny Capletona, jamajskiego wykonawcy muzyki reggae i dancehall.
Płyta została wydana 16 maja 1994 roku przez nowojorską wytwórnię VP Records. Nagrania zostały zarejestrowane w Mixing Lab Studio oraz Black Scorpio Studio w Kingston. Ich produkcją zajęli się Colin "Fatta" Walters oraz Stuart "African Star" Brown.

## Lista utworów
1. "Cold Blooded Murderer"
2. "Prepare Fi Die"
3. "Good So"
4. "Sign & Wonder"
5. "Rod in a Hand"
6. "Equal Rights"
7. "Everybody"
8. "Who See It"
9. "Bad So"
10. "Satan Mind"
11. "Temple"
12. "Lyrics With Understanding"
13. "Buggering"

## Twórcy

### Muzycy
- Capleton – wokal
- Christopher Meredith – gitara, gitara basowa
- Robbie Shakespeare – gitara basowa
- Leroy "Mafia" Heywood – gitara basowa, instrumenty klawiszowe
- David "Fluxy" Heywood – perkusja
- Sly Dunbar - perkusja

### Personel
- Collin "Bulby" York – inżynier dźwięku, miks
- Paul Shields – mastering
- Chris Scott – mastering
- Johnny Wonder – projekt okładki